# Сущи
Сущи́ (бел. Сушчы) — деревня в составе Каменского сельсовета Чаусского района Могилёвской области Республики Беларусь.

## Население
- 2009 год — 5 человек

## Достопримечательность
- Братская могила —  Историко-культурная ценность Республики Беларусь, шифр 513Д000558.